# عبد الله صالح البار
عبد الله صالح عبد الله بن علوي البار (1945-12 فبراير 2018)، شخصية سياسية وثقافية واجتماعية يمنية، من مواليد المكلا حضرموت، حاضرة السلطنة الحضرمية القعيطية. له رصيد حافل في المجال التربوي والتعليمي وكان له أدوار نضالية ضد الاستعمار البريطاني من أجل نيل الاستقلال الوطني والدفاع عن الثورة والجمهورية في جنوب اليمن والوحدة اليمنية. شغل عدد من المناصب السياسية كان آخرها نائب سابق لرئيس مجلس الشورى وقيادي بارز في حزب المؤتمر الشعبي العام.

## الدراسة والتعليم ونشاطه السياسي المبكر
التحق في العام 1952 بالمدرسة الابتدائية في المكلا، وفي العام 1956 انتقل إلى وسطى الغيل للدراسة والسكن في قسمها الداخلي، ثم انتقل بعد ذلك في العام 1960 إلى كلية عدن في قسمها الداخلي لدراسة الثانوية، حيث تعرف هناك على المناضل والتربوي علي أحمد ناصر السلامي أحد قادة حركة القوميين العرب في اليمن في ذلك الوقت، والذي احتواه وضمه إلى صفوف الحركة، وتعرف في تلك الفترة على عدد من الأعضاء القياديين في الحركة وفي مقدمتهم فيصل عبد اللطيف الشعبي. وفي العام 1966 غادر للدراسة في العراق، غير أنه وبعد عامين، وتحديداً في أوائل عام 1968، استُدعي ليكون عضوًا مشاركا في المؤتمر العام الرابع لتنظيم الجبهة القومية، غير أنه برزت خلافات أيديولوجية أثناء انعقاد المؤتمر و تعرضت الجبهة للتصدع نتيجة الصراع الداخلي وظهور حركة عسكرية مضادة بعد ثلاثة أشهر من عمر الجمهورية الفتية عُرفت بحركة 20 مارس 1968، وتم اعتقاله مع العديد من عناصر التنظيم، غير أن حركة الجيش لم تُقابل بارتياح معظم قيادات الجبهة القومية ولذلك فُتح الباب لهروب العناصر المحتجزة في المعتقلات ومنهم عبدالله البار من سجن حضرموت

## حياته السياسية
يعد صاحب السيرة من الأعضاء الأوائل لحركة القوميين العرب في اليمن ومن مؤسسي الجبهة القومية ورئيسا لفرع الجبهة في حضرموت ثم عضواً بالمكتب السياسي للتنظيم السياسي للجبهة القومية قبل نيل جنوب اليمن الاستقلال من الاحتلال البريطاني، في العام 1970م أسندت إليه قيادة التنظيم السياسي الجبهة القومية في محافظة أبين. في 15 يوليو 1972 انتُدِب مع علي صالح عباد مقبل إلى القطن وتريم بحضرموت للإشراف على الانتفاضة الفلاحية هناك واعترض على العملية العسكرية التي قامت بها السلطة ضد الشيخ صالح حبيب بن جابر وحدد موقفه مع مقبل من الانتفاضة الفلاحية في شبام حضرموت بتاريخ 17 نوفمبر 1973م والتي تخللتها أعمال قتل وسحل وقدما مذكرة أخليا فيها مسؤوليتهما عن تلك الأحداث. في عام 1976 عُقد المؤتمر التوحيدي الذي ضم الجبهة القومية واتحاد الشعب الديمقراطي وحزب الطليعة الشعبي وصعد عبدالله البار لعضوية المكتب السياسي في التنظيم السياسي الموحد الجبهة القومية. في العام 1977 جرت أول انتخابات لاختيار قيادات المجالس المحلية في المحافظات وفاز البار في انتخابات حضرموت وأصبح أول رئيس منتخب للمجلس المحلي في المحافظة، وفي تلك الفترة جمع بين منصبيه في قيادة المجلس المحلي في المحافظة والمنصب التنظيمي وهو سكرتير أول التنظيم السياسي الموحد الجبهة القومية. في العام 1978 تأسس الحزب الاشتراكي اليمني وأصبح البار عضوا في مكتبه السياسي وسكرتير منظمة الحزب بحضرموت. اعتقل في أحداث 26 يونيو 1978 الدامية ضد ما أسمي ب «اليسار الانتهازي»، والتي أدت إلى إعدام الرئيس سالم ربيع علي ورفاقه، وظل في سجن الفتح حتى 1983. نزح في أحداث 13 يناير 1986 إلى اليمن الشمالي مع الرئيس علي ناصر محمد وجماعته وشغل حينها رئاسة الدائرة الإعلامية لمجموعة النازحين.
بعد إعلان الوحدة وقيام الجمهورية اليمنية في 22 مايو 1990 انتقل لحزب المؤتمر الشعبي العام حيث تولى فيه مهام قيادية تنظيمية أبرزها الأمين العام المساعد للحزب. وفي العام 1997
عُيِّن أمين عام المجلس الاستشاري ثم عضواً في المجلس، وفي 2001 عُيِّن عًضوا في مجلس الشورى، حيث انتخب نائباً لرئيس المجلس.

## الأوسمة و التكريم
نال البار وسام الاستقلال من الدرجة الأولى عام 1994، كما نال وسام الصداقة مع الشعوب من مجلس الدولة في جمهورية كوبا.

## وفاته
توفي يوم الإثنين 12 فبراير 2018 في مدينة المكلا، محافظة حضرموت، عن عمر ناهز ال72 عامًا بعد معاناته مع المرض.